# Круза, Жан-Пьер де
Жан-Пьер де Круза (фр. Jean-Pierre de Crousaz; 1663—1750) — швейцарский популярный философ (спиритуалистического направления).
Учился в Женеве, Лейдене и Париже, прежде чем в 1700 году стать профессором философии и математики в университете Лозанны. Избирался ректором университета четыре раза. В 1724 году возглавил кафедру философии и математики в Гронингенском университете. Активно участвовал в богословских спорах.
Иностранный член Парижской академии наук (1725).
В 1726 он был назначен учителем к молодому князю Фридриху  Гессен-Кассельскому. В 1735 году вернулся в Лозанну с хорошей пенсии. В 1737 был восстановлен в прежней должности, которую сохранил до самой смерти
Главные его сочинения: «Traite du beau» (1712); «La logique» (1725); «Examen du Pyrrhonisme» (1733); «De l’esprit humain» (1741).